# Amarjit Singh Rana
Amarjit Singh Rana (Khusropur, 3 februari 1960) is een hockeyer uit India. Zijn geboorteplaats Khusropur ligt in het district Kapurthala in de Indiase deelstaat Punjab. 
Singh Rana was onderdeel van de Indiase ploeg tijdens de Olympische Spelen 1980 in Moskou. Singh Rana speelde mee in drie wedstrijden en maakte daarin twee doelpunten.

## Erelijst
- 1980 –  Olympische Spelen in Moskou